# Cité scolaire internationale (Lyon)
 (juillet 2014).
Ne doit pas être confondu avec Cité internationale de Lyon.
Pour les articles homonymes, voir Cité scolaire internationale et CSI.
La Cité scolaire internationale (CSI), ou Lycée international de Lyon ou encore Lycée de Gerland, est un groupe scolaire de la commune de Lyon composé d'une école primaire, d'un collège et d'un lycée accueillant des élèves de 48 nationalités différentes. Elle se situe à la confluence du Rhône et de la Saône dans le quartier de Gerland.

## Histoire de la CSI
Sa création a été décidée en 1988 par le conseil régional de Rhône-Alpes en raison de la forte progression de la demande d'enseignement international, notamment liée à l'implantation d'Interpol à Lyon. Elle a été livrée en 1992. La CSI n'a jamais été inaugurée officiellement.[réf. nécessaire]
De 1987 à 1992, il existait déjà une école internationale et un collège international (dans deux lieux différents à Lyon) ainsi que des sections internationales de lycée, rattachées au Lycée Jean Perrin (Lyon 9e).

## Architecture
La cité scolaire internationale de Lyon a fait sa première rentrée, dans ses nouveaux locaux, en septembre 1992. Elle a été dessinée par les architectes Françoise-Hélène Jourda et Gilles Perraudin.
C'est un bâtiment avec une structure faite de verre et de béton, qui laisse entrer la lumière et permet d'avoir une vue sur les berges du Rhône, ainsi qu'un accès rapide au parc de Gerland aussi nommé parc des Berges.
L'établissement est composé de deux bâtiments dont le principal accueille la majeure partie des salles de cours. Il a une forme de point d'interrogation inversé et couché, sa structure serpente ainsi le long du Rhône.
Le deuxième bâtiment, lové au cœur du premier, possède un toit entièrement végétalisé. Il est traversé par une rue centrale permettant une circulation aisée des usagers vers le réfectoire, le CDI (Centre de Documentation et d'Information), les deux gymnases, les salles de cours de certaines sections, la salle des professeurs, la salle de conférences, la salle polyvalente, les bureaux de la vie scolaire et les bibliothèques de langues des sections.
Il est à noter[style à revoir] qu'à la suite de chutes de vitres, l'école a dû faire installer des barrières à l’extérieur et des grillages sur les vitres afin d'empêcher tout risque d'accident lié à la chute de verre[pertinence contestée].
La CSI est formée de l'école primaire (3 étages), le collège (4 étages) et le lycée (5 étages).
L'établissement forme deux grandes parties : le primaire, d'une part, et le collège et le lycée d'autre part. Les classes de sections servent à tous les niveaux : du CP à la terminale. Il y a des salles de cours côté primaire et d'autres côté collège et lycée.

## La CSI aujourd'hui
À la rentrée 2019, cette cité scolaire accueille 2 087 élèves (dont plus de deux tiers ne parle pas uniquement le français).
Répartition : 565 élèves en primaire, 700 élèves au collège et 822 élèves au lycée.
Au lycée, la proportion d'élèves choisissant l'OIB (option internationale du baccalauréat, possible dans les sections anglaise, italienne, polonaise, espagnole, portugaise, chinoise et japonaise) est de 50%.
La section germanophone existe uniquement en primaire et au collège. Elle se transforme en section Abibac au lycée (délivrance simultanée du baccalauréat français et de l'Abitur allemand).
En primaire, tous les élèves sont bilingues et suivent les cours d'une des sections. Au collège, quelques élèves de sections européennes sont acceptés mais la grande majorité des élèves est bilingue et suit les cours de section. Enfin, le lycée de la CSI étant également un lycée de secteur, environ 50% des élèves de lycée proviennent du secteur ou des sections européennes et ne suivent donc pas les cours des sections (et ne passent pas l'OIB).
25 % d'élèves de section européenne sont pris sur dossier et 25 % proviennent du secteur.
L'OIB a un très fort coefficient pour le baccalauréat, allant de 16 à 18. Il permet de choisir les filières scientifique, littéraire ou économique et sociale. Les élèves internationaux ont 6 heures de cours de langue par semaine. Les épreuves sont écrites et orales, en histoire-géographie comme en littérature. Pour préparer l'OIB, les élèves ont un ou deux bac(s) blanc(s) en terminale.

## Enseignements proposés
La cité scolaire possède neuf sections internationales : anglophone (qui se subdivise en première et en terminale en sections britannique et américaine), germanophone, hispanophone, italophone, lusophone, japonophone, polonophone, sinophone, arabophone.

## Informations complémentaires

### Admissions
Les admissions en sections internationales se font sur tests de langues (écrits et/ou oraux) et sur dossier avec des modalités propres  à certaines sections, et au niveau,. Un test de français et de mathématiques est également demandé pour les  élèves issus d'établissements scolaires étrangers.

## Classement du lycée
En 2015, selon L'Express le lycée se classe 25e sur 67 au niveau départemental quant à la qualité d'enseignement, et 646e au niveau national. Le classement s'établit sur trois critères : le taux de réussite au bac, la proportion d'élèves de première qui obtiennent le baccalauréat en ayant fait les deux dernières années de leur scolarité dans l'établissement, et la valeur ajoutée (calculée à partir de l'origine sociale des élèves, de leur âge et de leurs résultats au diplôme national du brevet).
Selon Le Figaro le lycée se classe 16e sur 72 au niveau de l'académie, 13e sur 46 au niveau départemental et 369e sur 1501 au niveau national.

## École japonaise
Le MEXT (ministère de l'éducation du Japon) considère la classe de japonais (リヨン・ジェルラン補習授業校 Riyon Jeruran Hoshū Jugyō Kō « École japonaise complémentaire Lyon Gerland ») de la CSI comme une école japonaise complémentaire.

## Anciens élèves
- Rima Abdul Malak, ministre française de la Culture de 2022 à 2024.